# Serranía de Mosetenes
La Serranía de Mosetenes, a veces llamada Cordillera de Mosetenes, es una cadena montañosa subandina en el centro de Bolivia, ubicada en el departamento de Cochabamba. Esta serranía a su vez forma parte de la Cordillera Oriental de los Andes bolivianos.

## Toponimia
La serranía debe su nombre al pueblo indígena mosetenes, que habitan a lo largo del río Beni.

## Historia
La zona a los pies de la serranía de Mosetenes ha sido territorio originario de los indígenas mosetenes, yuracarés, los yuquis y los t'simanes.
Desde el siglo XVI hubo misioneros que llegaron a las tierras bajas de Bolivia, llegando también a la zona de la serranía de Mosetenes. En 1790, los frailes José Jorquera y Agustín Marti llegaron al territorio de los indígenas mosetenes que vivían a orillas del río Boopi. Al año siguiente fundaron la misión conocida como San Francisco de Mosetenes, aunque no tuvo mucha duración.
Entre 1826 y 1834, el explorador y naturalista francés Alcide d'Orbigny visitó Sudamérica, enviado por la Academia de ciencias de París. En este tiempo, durante su estadía en Bolivia, visitó e investigó por primera vez la serranía de Mosetenes, descrita en su libro Descripción geográfica, histórica y estadística de Bolivia.

## Ubicación
La Serranía de Mosetenes es una de las cordilleras preandina bolivianas, ubicada al noreste de la Cordillera de Cocapata y se extiende hacia el este a lo largo del río Malpaso, el río Altamachi y el río Santa Elena, que corren de sureste a noroeste al igual que la Serranía de Mosetenes. La parte más meridional de la cordillera se encuentra en el municipio de Villa Tunari en la provincia del Chapare, la parte central y norte en el municipio de Morochata en la provincia de Ayopaya. Al noreste de la Serranía de Mosetenes, en el borde de las tierras bajas del departamento del Beni, se encuentran la Serranía Marimonos, considerablemente más baja, y la Serranía Sejeruma. La Serranía de Mosetenes tiene una longitud de poco más de cien kilómetros, las elevaciones más altas en el centro y extremo sur de la cordillera preandina alcanzan altitudes de 2040 m y 2060 m.

## Geografía
La Serranía de Mosetenes sigue la dirección de plegamiento de las altas montañas andinas sin llegar a la altura absoluta de las regiones andinas centrales. De la Serranía de Mosetenes, una serie de ríos más pequeños desembocan al suroeste y al noreste.

### Hidrografía
De la serranía nacen varios ríos que forman parte de la Cuenca del Amazonas. El río más importante que nace aquí, así como en la serranía de Moleto, es el río Isiboro, por su caudal, dimensión y el ancho del cauce. Los principales afluentes del Isiboro son el río Isasama, el río Sasasama y el río Chipiriri. Otros ríos relevantes son el río Ichoa, el río Cesajsama, el río Isinuta, y el río Secure, que desemboca en el Isiboro.

## Población
La Serranía del Mosetenes está casi deshabitada, debido al difícil acceso por caminos sin asfaltar, a la topografía abrupta y a la alta pluviosidad. En algunas laderas existen comunidades formadas por indígenas yuracarés, trinitarios y colonos de otras regiones de Bolivia. Algunas de las comunidades que incluyen son Puerto Patiño, Villa Bolívar, Santísima Trinidad, Aroma, San José de Angosta, San Antonio de Moleto y Carmen del Ichoa.

## Áreas protegidas
Alrededor de la serranía de Mosetenes se encuentran algunas áreas protegidas, debido a la alta biodiversidad que presenta la zona. Dentro del municipio de Tiquipaya, entre la serranía de Mosetenes y la cordillera Oriental de los Andes se encuentra la Reserva de Vida Silvestre Municipal Norte de Tiquipaya.
Así mismo, la serranía forma la parte sur y oeste del Territorio indígena y parque nacional Isiboro-Sécure (TIPNIS), que es un área protegida de Bolivia desde 1965.
Las laderas montañosas de Mosetenes son consideradas un área clave por su representación biogeográfica de los ecosistemas del subandino inferior de los Yungas.